# Jürgen Luh
Jürgen Luh (* 29. Juli 1963 in Lützellinden) ist ein deutscher Historiker. 

## Leben
Jürgen Luh wurde nach einem Studium der Geschichte 1992 an der Freien Universität Berlin promoviert. Er ist seit 2008 leitender wissenschaftlicher Mitarbeiter im Ressort Wissenschaft und Forschung in der Stiftung Preußische Schlösser und Gärten Berlin-Brandenburg sowie seit 2016 einer von zwei Direktoren am Research Center Sanssouci für Wissen und Gesellschaft (RECS). Vorher war er unter anderem Mitarbeiter der Professur für Landesgeschichte an der Universität Potsdam mit dem Schwerpunkt Brandenburg-Preußen.
Luh hat zur Geschichte des Heiligen Römischen Reiches, zur preußischen sowie zu militärgeschichtlichen Themen publiziert. Seinem Werk Unheiliges Römisches Reich (1995) wird in einer Rezension der Frankfurter Allgemeinen Zeitung zwar zuerkannt, fleißig alle Religionskonflikte im Reich nach dem Westfälischen Frieden aufgezeichnet zu haben; es sei aber nicht imstande, deren Bedeutung klarzumachen und Entwicklungslinien aufzuzeigen. Bei Siedler erschien 2012 die Biographie Der Große. Friedrich II. von Preußen. In vier Kapiteln arbeitet Luh Charakterzüge des Königs heraus – Ruhmsucht, Hartnäckigkeit, Eigensinn, Fähigkeit zur Einsicht – und schreitet dafür jedes Mal neu die einzelnen Lebensstationen Friedrichs ab, vom musisch begabten Jüngling unter dem Joch eines strengen Vaters bis zum einsamen Wolf von Sanssouci; vom „Philosophen auf dem Thron“ bis zum egomanen Herrscher, der auf einen „kopflosen Nachfolger“ setzte, nur um der Nachwelt ein umso strahlenderes Bild von seiner Regentschaft zu hinterlassen. Wie eine Rezension hervorhebt, arbeitet Luh das Verlangen Friedrichs II. nach Ruhm als die bestimmende Kraft heraus. In einer weiteren Rezension zu diesem Buch wird dem Autor zugestanden, neue Akzente gesetzt und bei der unendlichen Materialfülle auf den eigentlichen Lebensinhalt dieses nur vermeintlich „aufgeklärten“ Monarchen fokussiert zu haben. Andererseits habe Luh es versäumt, vergleichend andere europäischen Herrscherhäuser des 18. Jahrhunderts zu betrachten und damit das Streben Friedrich II. nach Größe zu relativieren.
Eine Rezension in der Süddeutschen Zeitung zum 2015 erschienenen Werk Der kurze Traum der Freiheit bescheinigt dem Autor Luh eine große Wärme, mit der die Geschichte der Stein-Hardenbergschen Reformen in Preußen und der folgende, tiefe Sturz Preußens 1806 sowie dessen Wiederaufstieg erzählt wird. Mit seiner sympathischen Zitattechnik überspiele Luh aber die wichtige Frage, wie stark das Denken während der Zeit des „kurzen Traums der Freiheit“ auf Staat und Gesellschaft gewirkt habe.
Im Jahr 2012 war Luh Kurator der Jubiläumsausstellung Friederisiko im Neuen Palais, außerdem organisierte er das Großprojekt Friedrich 300 in Potsdam. Er war an der Veröffentlichung und Bewertung der Schatullrechnungen Friedrichs des Großen beteiligt. Unter ihm wird das RECS weitere Inhalte (aus dem Nachlass des Museologen Walter Stengel) in die auf perspectivia.net veröffentlichte Datenbank zu den Schatullrechnungen einpflegen.
Luh war mehrfach Ansprechpartner für Medien bei Themen zu Friedrich dem Großen.

## Schriften (Auswahl)
- Unheiliges Römisches Reich. Der konfessionelle Gegensatz 1648 bis 1806. Verlag für Berlin-Brandenburg, Potsdam 1995, ISBN 978-3-930850-08-2.
- Ancien Régime warfare and the military revolution. A study. Instituut voor Noord- en Oost-Europese Studies, Groningen 2000, ISBN 978-9073432062.
- Kriegskunst in Europa 1650–1800. Böhlau, Köln 2004, ISBN 978-3-412-13703-8.
- Der Große. Friedrich II. von Preußen. Siedler, München 2011, ISBN 978-3-88680-984-4.
- Der kurze Traum der Freiheit. Preußen nach Napoleon. Siedler, München 2015, ISBN 978-3-8275-0039-7.
- Der Große Kurfürst. Sein Leben neu betrachtet. Siedler, München 2020, ISBN 978-3-641-21231-5.
- Der Kronprinz und das Dritte Reich. Wilhelm von Preußen und der Aufstieg des Nationalsozialismus. C.H. Beck, München 2023, ISBN 978-3-406-80546-2.